# Cornelis Claesz van Wieringen
Cornelis Claesz van Wieringen, né à Haarlem dans les Pays-Bas espagnols vers 1580 et mort dans la même ville (alors dans les Provinces-Unies) le 29 décembre 1633, est un peintre de marine de l’âge d'or de la peinture néerlandaise notamment connu pour ses tableaux représentant la marine de la république des Provinces-Unies lors du siècle d'or néerlandais.

## Biographie
Fils d'un capitaine d'Harlem, il dessine, peint et grave avec ses compagnons Hendrik Goltzius et Cornelis van Haarlem. Il a aussi eu une position importante au sein de la Guilde des peintres d'Harlem.
Il se spécialise dans les peintures représentant les bateaux et les batailles navales et réalise des commandes des conseils municipaux de Haarlem et d'Amsterdam. Il a peint le tableau le plus populaire de la légende de Damiette, montrant comment un navire de Haarlem cassa la chaîne qui protégeait la ville de Damiette, pendant la cinquième croisade, ce qui a permis une importante victoire sur les forces islamiques. La peinture a eu un tel succès que le thème fut de nouveau représenté sur une tapisserie. Les deux œuvres sont conservées dans le Musée Frans Hals. 
En 1622, il devient doyen ou commissaire de la guilde de Saint-Luc de Haarlem.
Les archives de la ville de Haarlem conservent encore la commande originale de 1629, demandant à Van Wieringen de créer la tapisserie, la plus grande réalisée au cours du XVIIe siècle (dix mètres soixante quinze de long et deux mètres quarante de haut). Cette tapisserie orne encore les murs de la chambre du régent de l'hôtel de ville de Haarlem. Elle est accessible au public une fois par an, le jour du Monument Day.

## Œuvres

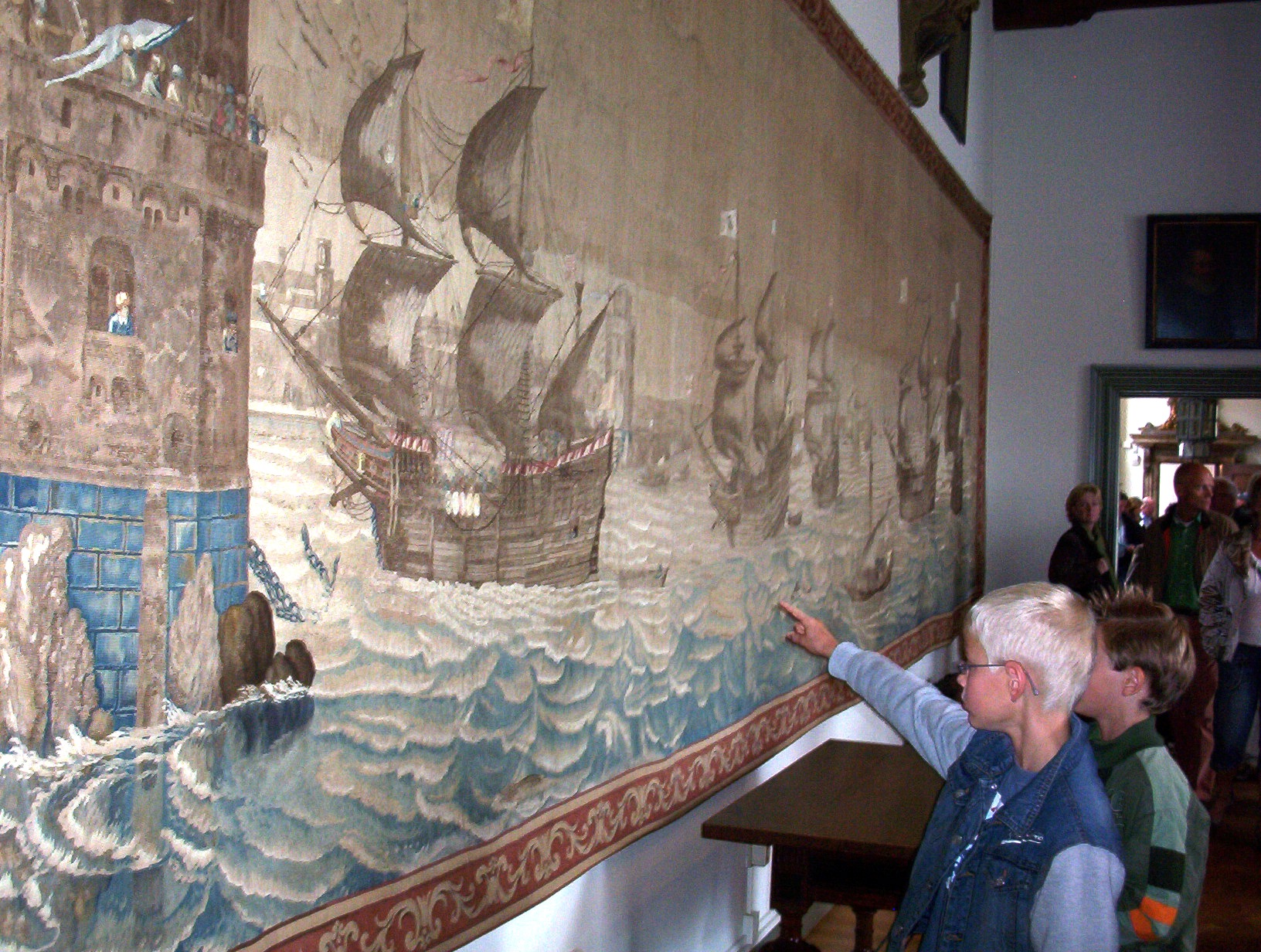
La légende de Damiette lors de la Cinquième croisade, sur une tapisserie de 1629 ici exposée à l'hôtel de ville d'Haarlem.